# Abdułła Kadiri
Abdułła Kadiri (uzb. Abdulla Qodiriy, ur. 10 kwietnia 1894 w Taszkencie, zm. 4 października 1938 tamże) – uzbecki pisarz.

## Życiorys
Od 1915 do 1917 uczył się w medresie, gdzie nauczył się arabskiego i perskiego; opanował również rosyjski i uczył się w rosyjskojęzycznej szkole. W latach 1923–1925 studiował w Instytucie Literackim w Moskwie. Działalność literacką rozpoczął w 1915, publikując pierwsze opowiadania i sztukę teatralną. Napisał pierwsze nowele w literaturze uzbeckiej. Pisał również powieści i sztuki o treści historycznej i satyrycznej. W 1938 podczas wielkiego terroru został aresztowany, skazany na śmierć i rozstrzelany. W 1956 pośmiertnie go zrehabilitowano. Po rozpadzie ZSRR został pośmiertnym laureatem Nagrody Państwowej Republiki Uzbekistanu w dziedzinie literatury.